# Памятник Ленину (Оренбург, сквер Ленина)
Памятник Ленину — монументальное скульптурное произведение, посвящённое В. И. Ленину, установленное в сквере Ленина в Оренбурге. Один из первых памятников Ленину в мире. Сооружён в 1925 году.
Изготовлен из бронзы и гранита.
Памятник отлит в художественных мастерских Ленинградского художественно-промышленного техникума.
«Рост» памятника соответствует реальному росту Ленина — 165 см.
На установку памятника деньги собирались населением, было собрано около 10 тысяч рублей в новых червонцах.